# Radoje Domanović
Radoje Domanović (16 de febrero de 1873 –17 de agosto de 1908) era un escritor serbio, periodista y profesor, famoso por sus historias cortas satíricas.

## Biografía
Radoje Domanović nació en la aldea de Ovsište en Serbia central, hijo de Miloš Domanović, un profesor local y emprendedor y Persida Cukić, descendiente de Pavle Cukić, uno de los comandantes militares de la primera y segunda insurrecciones serbias. Él pasó su infancia en la aldea de Gornje Jarušice cerca de Kragujevac, donde asistió a la escuela primaria. Se graduó de la escuela secundaria en Kragujevac y de la Facultad de Filosofía en Universidad de Belgrado, donde estudió el idioma y la historia serbia.
En 1895, Domanović obtuvo su primer empleo, un puesto de enseñanza en Pirot, en el sur de Serbia, región que había sido recientemente liberada de imperio Otomano. En Pirot, conoció a Jaša Prodanović (1867–1948), profesor y activista que lo ayudó a moldear sus opiniones políticas. Ahí también conoció a su futura esposa, Natalija Raketić (1875–1939) una maestra pobre de Sremski Karlovci, que lo apoyaría durante su corta y turbulenta vida y con quien tendría tres hijos.
Desde que se unió al Partido Radical del Pueblo entró en conflicto con el régimen de la dinastía Obrenović y fue transferido a Vranje al final del 1895 y luego en 1896 lo volvieron a transferir a Leskovac. La carrera de escritor de Domanović también empezó durante sus días de enseñanza, publicando su primera historia corta realista en 1895. Luego de su primera aparición pública en contra del gobierno en 1898, tanto él como su esposa fueron despedidos del servicio público y Domanović se mudó con su familia en Belgrado.
En Belgrado, empezó a trabajar con compañeros escritores en “Zvezda” (Estrella) periódico semanal y el periódico político de oposición “Odjek” (Echo). En este momento, empezó a escribir y publicar sus primeras historias satíricas, como “Demonio” y “Abolición de pasiones”. El ascenso a la fama de Radoje vino con la publicación de sus más famosas historias “Líder” (1901) y “Stradija” (1902), en las cuales atacó abiertamente y puso al descubierto la hipocresía y las falacias del régimen.
Luego del golpe que terminó el reinado de Alejandro Obrenović en 1903, Domanović, en la cúspide de su popularidad, recibió un puesto de escriba del Ministerio de Educación y el nuevo gobierno le permitió ir a Alemania a una especialización de un año, que tuvo lugar en Múnich. De regreso en Serbia, Radoje se decepcionó con la falta de cambios reales en la sociedad. Empezó su propio periódico político semanal “Stradija” en el cual continuó criticando la debilidad de la nueva democracia, pero sus escritos ya no tenían la fuerza e inspiración que solían tener.
Radoje Domanović murió a media hora después de la medianoche, el 17 de agosto de 1908, a la edad de 35 años, luego de una larga lucha contra la neumonía crónica y la tuberculosis. Fue enterrado en el Nuevo cementerio de Belgrado. Sus restantes obras inéditas se perdieron durante la Primera Guerra Mundial.

## Trabajo literario
Trabajos más famosos de Radoje Domanović incluyen:
- La abolición de pasiones, 1899
- Demonio, 1898
- Marca, 1899
- Insurrección moderna, 1902
- Kraljević Marko entre los serbios por segunda vez, 1901
- Líder, 1901
- Mar muerto, 1902
- El razonamiento de un ordinario buey serbio, 1902
- Stradija, 1902